# アルカイカム・エスペラントム
アルカイカム・エスペラントム(Arcaicam Esperantom)は、マヌエル・ハルヴェリク（Manuel Halvelik, 本名: Kamiel Vanhulle, 1925年4月14日 - ）が人工言語であるエスペラントをもとに、あたかも「エスペラントの古語」に見えるように創ったエスペラントの派生言語の一つである。言語の名前は、アルカイカム・エスペラントムで「古風エスペラント」を意味する。ハルヴェリクはこの言語に関する著作『Arcaicam Esperantom』を1969年に出版し、この架空言語を世に問うた。

## 概要
エスペラントは1967年時点では、創られてから80年という短い歴史ゆえに、エスペラント作家たちは古風な文を書く手段をあまり持っておらず、使われなくなった古い表現方法や、プラ-エスペラントを使っていた。しかし、それに飽き足らぬハルヴェリクは、あたかも現在のエスペラントの古語のように見える言語を創ることにし、実際に1969年に発表した。ヨーロッパ系言語では言語形態の変化の過程で格が無くなり、前置詞が使われる傾向があるので、ハルヴェリクは逆に前置詞の使用頻度を少なくし、格変化を追加して古語に見えるようにした。また、エスペラントには無い動詞の人称変化も持ち込んだ。一つの動詞に於いて、一人称、二人称、三人称それぞれに単数形と複数形があるので、全てで6通りの人称変化がある。
与格と属格の格変化が追加されているので（エスペラントの格変化は主格と対格の二つのみ）、ラテン語のような文章を直訳するのが容易になっている。

## エスペラントからアルカイカム・エスペラントムへの翻訳
エスペラントの文をアルカイカム・エスペラントムに翻訳するには、エスペラントにおける綴り字や品詞語尾などを、以下のように置き換える。
この言語の名前である、Arcaicam Esperantom もまた、Arkaika Esperanto（古風なエスペラント）を以下の法則に従って変換したものである。また、ウィキペディア（エスペラントでは Vikipedio）を同様に変換すると、Wiquipediomとなる。
なお、この節では原則として、エスペラントでの表記を斜体とし、アルカイカム・エスペラントムでの表記を太字とする。

### 文字表記
エスペラントの綴り字のうち、置き換えられるべきものは、以下の通りである（凡例：Esperanto → Arcaicam Esperantom /音素/）。その他はそのままである。
- aŭ → aù /aw/
- c → tz /ts/
- ĉ → ch /tš/
- dz → zz /dz/
- eŭ → eù /ew/
- f → ph /f/
- g → g（+「e」「i」「œ」以外）/g/
- g → gu（+ e / i / œ）/g/
- ĝ → gh /dž/
- ĥ → qh /x/
- j → y /j/
- ĵ → zh /ž/
- k → c（+「e」「i」「œ」以外）/k/
- k → qu（+ e / i / œ）/k/
- ks → x /ks/
- kv → cù /kw/
- （対応関係無し）→ œ (oe) /ø/[注釈 1]
- ŝ → sh /š/
- ŭ → ù /w/
- v → w /v/

### 人称代名詞
代名詞の表を示す。
| エスペラントの代名詞   | アルカイカム・エスペラントム | アルカイカム・エスペラントム | アルカイカム・エスペラントム | アルカイカム・エスペラントム | アルカイカム・エスペラントム |
| エスペラントの代名詞   | 主格 …は・…が                | 属格 …の                     | 対格 …を                     | 与格 …に                     | 形容詞 …のもの               |
| ---------------------- | ---------------------------- | ---------------------------- | ---------------------------- | ---------------------------- | ---------------------------- |
| 私 (mi)                | mihi                         | mihes                        | mihin                        | mihid                        | miham                        |
| 君 (ci)                | tu                           | tues                         | tuin                         | tuid                         | tuam                         |
| 彼 (li)                | lùi                          | lùies                        | lùin                         | lùid                         | lùiam                        |
| 彼女 (ŝi)              | eshi                         | eshies                       | eshim                        | eshid                        | eshiam                       |
| それ (ĝi)              | eghi                         | eghies                       | eghin                        | eghid                        | eghiam                       |
| 私たち (ni)            | nos                          | noses                        | nosin                        | nosid                        | nosam                        |
| あなたがた (vi)        | wos                          | woses                        | wosin                        | wosid                        | wosam                        |
| 彼ら・彼女ら (ili)     | ilùi                         | ilùies                       | ilùin                        | ilùid                        | ilùiam                       |
| 自分 (si) (再帰代名詞) | sihi                         | sihes                        | sihin                        | sihid                        | siham                        |

1. 活用された動詞が十分明確に誰であるかを示すのであれば、代名詞を無視することは良い文体である。
  - 例：ni ne scias kion ni faros → ned stziaims cuyon pharoims. 和訳「（私たちは）これから何をするのかは知らない。」
    - 上記は、nos ned stziaims cuyon nos pharoims. （「私たちはこれから何をするのかは知らない。」）の代わりである。
2. 一般人称 oni（人々）はよく接頭辞のように現れる。
  - oni ne premu tro forte → onpremu ned tro phortœ(oe). 和訳「あまりに強い強制はしてはならない。」
  - malpermesite estas al oni → adoni malpermesitam estat. 和訳「人々には、禁じられている。」
3. 性的中立である人を表す新たな代名詞 egui が導入されている。
  - radiantam Anghelom, egui lùid dirit … 和訳「光り輝く天使、egui（その天使）は彼に告げた、…と。」

### 動詞
不定形は -i を -ir に置き換えるが、語幹の最後の文字が e または i の時は -ar に置き換える。エスペラントの esti（～である）は estir となり、krii（叫ぶ）は criar となる。
エスペラントには人称変化が無いが、インド・ヨーロッパ語族の言語には人称変化があることが多いことから、アルカイカム・エスペラントムにも人称変化がある。これにより、主語を省略できる。
lernir（学ぶ）を例として人称変化を示す。
| 形    | 現在形         | 現在形           | 未来形         | 未来形           |
| 数    | 単数           | 複数             | 単数           | 複数             |
| ----- | -------------- | ---------------- | -------------- | ---------------- |
| 1人称 | -ams (lernams) | -aims (lernaims) | -oms (lernoms) | -oims (lernoims) |
| 2人称 | -as (lernas)   | -ais (lernais)   | -os (lernos)   | -ois (lernois)   |
| 3人称 | -at (lernat)   | -ait (lernait)   | -ot (lernot)   | -oit (lernoit)   |
| 形    | 過去形         | 過去形           | 仮定形         | 仮定形           |
| 数    | 単数           | 複数             | 単数           | 複数             |
| 1人称 | -ims (lernims) | -iims (lerniims) | -ums (lernums) | -uims (lernuims) |
| 2人称 | -is (lernis)   | -iis (lerniis)   | -us (lernus)   | -uis (lernuis)   |
| 3人称 | -it (lernit)   | -iit (lerniis)   | -ut (lernut)   | -uit (lernuit)   |
| 形    | 命令形         | 命令形           |                |                  |
| 数    | 単数           | 複数             |                |                  |
| —     | -u (lernu)     | -uy (lernuy)     |                |                  |

### 品詞語尾

#### 名詞
名詞語尾を持つ語は、大文字から始まる。
- -o → -om（名詞。ただし緩衝母音の役割を果たす時には「-m」は不要。）
  - -oj → oy（名詞の複数）
- -on はそのまま（名詞の対格）
  - -ojn → -oyn（名詞の対格・複数）
- 与格は前置詞 al の代わりに格語尾 -od をつける（例: al domo → Domod）。
  - 複数形の場合は -oydをつける（例: al domoj → Domoyd）。
- 属格は前置詞 de の代わりに格語尾 -esをつける （例: de domo → Domes）
  - 複数形の場合は -eysをつける（例: de domoj → Domeys）。

#### 形容詞
- -a → -am（形容詞。ただし緩衝母音の役割を果たす時には「-m」は不要。）
  - -aj → -ay（形容詞の複数）
- -an はそのまま（形容詞の対格）
  - -ajn → -ayn（形容詞の対格・複数）
- 与格語尾  (-od) の付いた名詞の前では格語尾 -ad をつける（例: al granda domo → grandad Domod）。
  - 複数形の場合は -aydをつける（例: al grandaj domoj → grandayd Domoyd）。
- 属格語尾  (-es) の付いた名詞の前では、名詞と同様に格語尾 -es をつける（例: de mia malfeliĉa bofrato → mihes powres Bophrates）。
  - 複数形の場合は -eysをつける（例: de miaj malfeliĉaj bofratoj → miheys powreys Bophrateys）。

#### 副詞
- -e → -œ（名詞、形容詞、前置詞等の、他の品詞から派生した「派生」副詞）
  - -aŭ → -ez （baldaŭ など -aŭ で終わる副詞）

### 相関詞
|                  | 疑問・関係 (ki-) cuy- | 指示 (ti-) ity- | 全称 (ĉi-) chey- | 任意 (i-) hey- | 否定 (neni-) nemy- | 他の (ali-) altri- |
| ---------------- | --------------------- | --------------- | ---------------- | -------------- | ------------------ | ------------------ |
| 物事 (-o) -om    | cuyom                 | ityom           | cheyom           | heyom          | nemyom             | altriom            |
| 個別 -u          | cuyu                  | ityu            | cheyu            | heyu           | nemyu              | altriu             |
| 種類 (-a) -am    | cuyam                 | ityam           | cheyam           | heyam          | nemyam             | (altrispetzam)     |
| 所属 -es         | cuyes                 | ityes           | cheyes           | heyes          | nemyes             | altries            |
| 場所 (-e) -œ     | cuyœ                  | ityœ            | cheyœ            | heyœ           | nemyœ              | (altriloquœ)       |
| 理由 -al         | cuyal                 | ityal           | cheyal           | heyal          | nemyal             | altrial            |
| 方法 -el         | cuyel                 | ityel           | cheyel           | heyel          | nemyel             | altriel            |
| 時間 (-am) -ahem | cuyahem               | ityahem         | cheyahem         | heyahem        | nemyahem           | altriahem          |
| 数量 (-om) -ohem | cuyohem               | ityohem         | cheyohem         | heyohem        | nemyohem           | altriohem          |

※近称を表す ĉi は is- に変化する（例：ĉi tiu → isityu）。

### 冠詞
不定冠詞は unn である。
定冠詞はつけない。必要に応じて、指示代名詞 ityu で置き換えることができる。

### 数詞
アルカイカム・エスペラントムにおける数詞は、主に右向き矢印の右側にあるものの通りである。
- 1: unu → unn[注釈 6]
- 2: du → dux
- 3: tri → trid
- 4: kvar → cùar
- 5: kvin → cùin
- 6: ses
- 7: sep
- 8: ok → oc
- 9: naŭ → naù
- 10: dek → dec
- 100: cent → tzent
- 1,000: mil → mill
- 100万: miliono → milyon

### その他
以下に該当するエスペラントの綴りは、右向き矢印の右側のように置換される。
- -aĉ → -acch
- -ad → -ir[注釈 7] / -ar[注釈 8]
- ajn → -die
- al → ad / adi
- antaŭloke → antez
- antaŭtempe → prezz
- aŭ → aù[注釈 9] / aùdie[注釈 10]
- ĉe → chez
- ĉu → chu / chudes
- ĉu jes ? → werœ ?
- ĉu ne ? → phalsœ ?
- da → del1
- dank'al → grez / dancu
- de → del2
- des → desto
- do → des, -die
- dum → dum / dumquœ
- -ebl → -ibil
- -ec → -esc
- eĉ → eche
- ek-de → ab / abu
- eks- → ex1
- ekster → extrum
- el → ex2
- en → in
- end → emd
- fraŭlo → Scùirom
- fraŭlino → Damselom
- ge- → gue-
- -ig → -ig[注釈 11] / -igu[注釈 12]
- -iĝ → -izz
- -in → -inn
- -ind → -imd
- iri → irrir
- ja → yad
- jam → yamen
- je → iyed
- jen → yemen
- yes → ayest
- ju → yud
- ĵus → zhused
- kaj → ed
- ĝis → ghisquez
- k.t.p. → etc.
- kun → cum
- kvankam → cùanquez
- laŭ → selez
- malantaŭ → postez
- ne → ned / nedœ
- nepre → neprez
- -oĉj → -occh
- plej → pluy
- pli → plid
- plu → plud
- po → pod
- post → post[注釈 13] / postez[注釈 14]
- preter → predor
- pri → prid
- pro → pru
- sen → sonz
- senjoro → Sinyorom
- Sinjoro → Mesirom
- Sinjorino → Damom
- sub → subez
- supre → suprez
- sur → subrez
- t.e. → ite.
- tre → trez

## 例
- Tempo fuĝas. → Tempom phughat.（時は逃げ去る）オウィディウス
- Amo ĉion venkas. → Amom cheyon wencat.（愛はすべてに勝る）ウェルギリウス
- Tiel pasas la Gloro de la Mondo. → Ityel pasat Mondes Glorom.（かくして世の栄光は移りゆく）トマス・ア・ケンピス
- Mi venis, vidis kaj venkis. → Wenims, widims, wenquims.（来た、見た、勝った）ガイウス・ユリウス・カエサル

### 翻訳例
ここでは「主の祈り」を参考例に挙げる。